# Sara Ercoli
Sara Ercoli (12 luglio 1978) è un'ex calciatrice italiana, di ruolo centrocampista o attaccante.

## Carriera
Ercoli si appassiona al calcio fin da giovanissima, iniziando la carriera nelle formazioni giovanili del Piazza 96, squadra già completamente femminile, società con sede a Castelfranco di Sotto. La squadra, allenata dal tecnico locale Alessandro Pistolesi, per la stagione 1990-1991 viene inserita dalla sede regionale FIGC-LND nel campionato Esordienti maschile, con Ercoli e compagne che ne diventano la mascotte, tuttavia avendo risalto mediatico per i risultati all'altezza di molti avversari. In quell'occasione Ercoli, allora dodicenne, è protagonista dell'impresa di ribaltare il risultato vincendo sugli avversari del San Miniato che, in vantaggio di 2 reti a zero, si fecero rimontare con la tripletta della giovane attaccante concludendo l'incontro per 3-2 per le padrone di casa.
Ercoli rimane legata alla società inserita ben presto in rosa con la squadra titolare, condividendo con le compagne la conquista di alcuni trofei regionali che disputa per la prima volta la Serie B, l'allora serie cadetta, dal campionato 1998-1999. nel giro di tre stagioni, con la prima nel girone C, per passare al campionato seguente nel girone A, per tornare poi nuovamente nel girone C nel campionato 2000-2001, la squadra cresce gradualmente di competitività, passando rispettivamente dal settimo al terzo posto delle due ultime stagioni, guadagnando la promozione in Serie A per il campionato 2001-2002 a completamento organico. La squadra conclude la sua prima esperienza al livello di vertice del campionato italiano femminile di calcio chiudendo al nono posto con 22 punti, frutto di 6 vittorie, 4 pareggi e 16 sconfitte. Ercoli matura 25 presenze e sigla la sua prima rete in Serie A.
L'estate successiva la squadra si fonde con il San Pierino iscrivendosi al campionato 2002-2003 come Valdarno, tuttavia la squadra non ritrova più la stessa competitività e, rimasta relegata nelle ultime posizioni, conclude al 13º posto a tre punti dal Lucca 7, ultima squadra a raggiungere la salvezza, retrocedendo di conseguenza in cadetteria.
Durante il calciomercato estivo 2003 Ercoli si trasferisce all'Agliana, avendo così l'opportunità di continuare la carriera giocando in Serie A. Veste la maglia biancoverde delle Campionesse d'Italia 1994-1995 per tre stagioni consecutive, ottenendo per sé e per la squadra il migliore risultato in campionato nella stagione 2004-2005, ottenendo il 6º posto, e comunque guadagnando sempre la salvezza.
Dopo essersi sposata nel settembre 2004, continua l'attività fino alla maternità, prendendo una pausa nella stagione 2006-2007, per poi decidere di interrompere l'attività agonistica.